# Griethausener Eisenbahnbrücke
Die Griethausener Eisenbahnbrücke, auch Altrheinbrücke genannt, bei Griethausen (Stadt Kleve) ist die älteste noch erhaltene Brücke der Eisenbahn im deutschen Abschnitt des Rheins und steht unter Denkmalschutz.

## Geschichte
Sie wurde 1863–1865 von der Rheinischen Eisenbahn-Gesellschaft mit Errichtung der Linksniederrheinischen Strecke von Köln über Neuss, Krefeld und Kleve zu den niederländischen Nordsee-Häfen unter der Leitung von Emil Hermann Hartwich gebaut und führte über einen toten Rheinarm in Richtung Elten und weiter nach Zevenaar in den Niederlanden. Der Rheinstrom wurde mit einem Trajekt überquert.

## Beschreibung

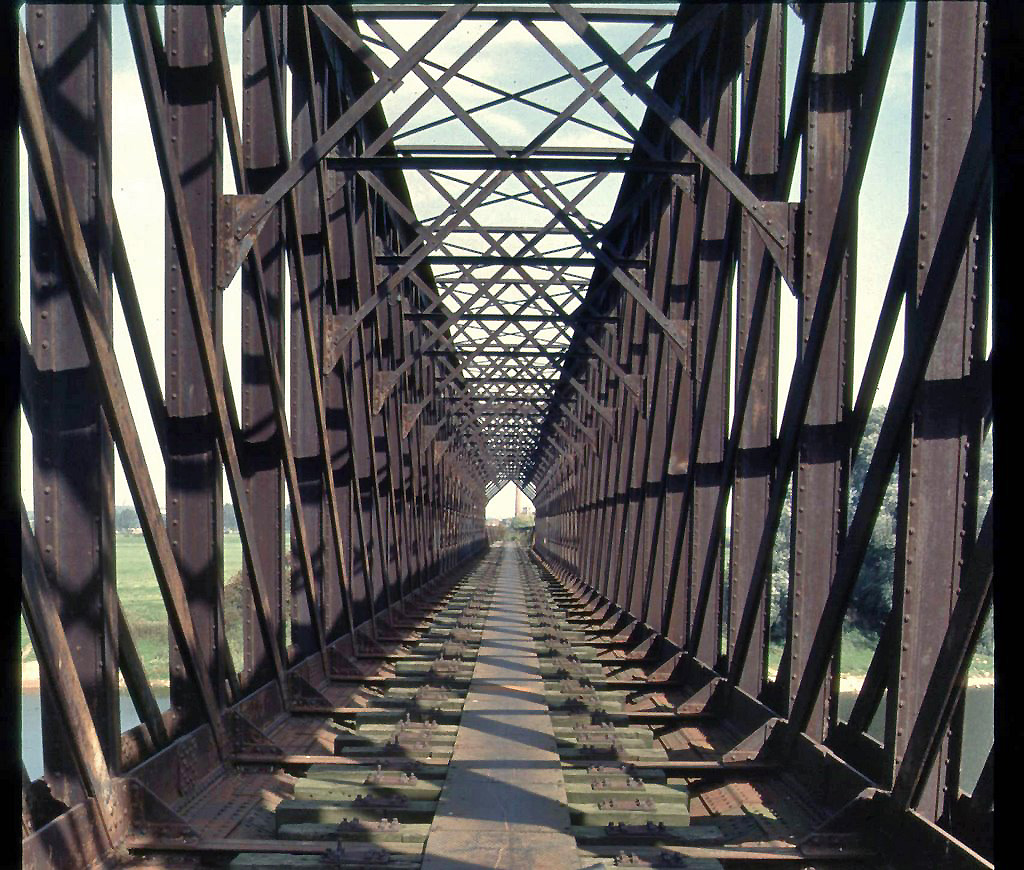
Hauptbrücke Altrheinarm – Stahlfachwerkbrücke in Kastenform aus Puddelstahl

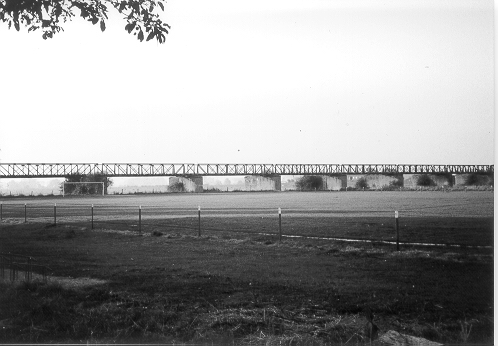
Griethausener Eisenbahnbrücke, Flutöffnungen

Das gesamte Brückenbauwerk erstreckt sich über eine Länge von etwa 528 m und besteht aus der Hauptbrücke mit einem 100,43 m (320 Fuß (preuß.)) langen Fachwerkträger über den Altrhein und einer Vorlandbrücke aus zwanzig einfachen Fachwerkträgern über das breite Hochwasserbett.
Die Hauptbrücke hat einen schmiedeeisernen Überbau mit zwei parallelgurtigen Trägern, bei denen der bis dahin übliche Gitterträger erstmals nach dem System Mohnié  weiterentwickelt wurde. Die engmaschigen, kreuzweise angebrachten Gitterstäbe werden nur noch im mittleren Teil verwendet, bei dem sowohl Zug- und Druckspannungen auftreten. In den äußeren Teilen wurden neben den Pfosten nur Streben mit einer Richtung eingesetzt. Das stärkste Eisenprofil an der Hauptbrücke war ein Winkelprofil mit den Maßen 110 mm × 110 mm × 15 mm und Blech mit den Abmessungen 5.100 mm × 1.750 mm × 10 mm. Mit diesen Materialien ist die für heutige Verhältnisse sehr feingliedrige Ausführung der Brücke zu erklären. Weiterhin ist der Werkstoff der Brücke bemerkenswert, da das im Puddelverfahren hergestellte Schmiedeeisen sich durch einen sehr niedrigen Gehalt an Kohlenstoff und einen hohen Gehalt an Phosphor auszeichnet. Beides beeinflusst in Verbindung mit geringen Kupfer- und Nickelanteilen die Korrosionsbeständigkeit des Werkstoffs mit der Wirkung, dass die Brücke so gut wie nicht rostet, obwohl der letzte Schutzanstrich in der zweiten Hälfte der 1920er Jahre aufgetragen wurde. Der Korrosionsschutz der heute produzierten, phosphorlegierten wetterfesten Baustähle funktioniert auf ähnliche Weise: Wetterfeste Stähle bilden unter der Rostschicht eine dünne Sperrschicht aus festhaftenden Phosphaten oder Sulfaten, die dem Material die Witterungsbeständigkeit verleiht.
Während die Trajektverbindung über den Rhein bereits 1912 eingestellt wurde, bestand der Personenverkehr über die Brücke nach Griethausen noch bis 1960, der Güterverkehr zu einer in Spyck direkt am Rhein liegenden Ölmühle bis 1987. Danach wurde die Strecke einschließlich der Brücke stillgelegt. Seit 1996 im Besitz der Eisenbahnfreunde Goch-Kleve,  wurde die Brücke 2016 vom Kalkarer Architekten Michael Wilmsen ersteigert.

## Galerie

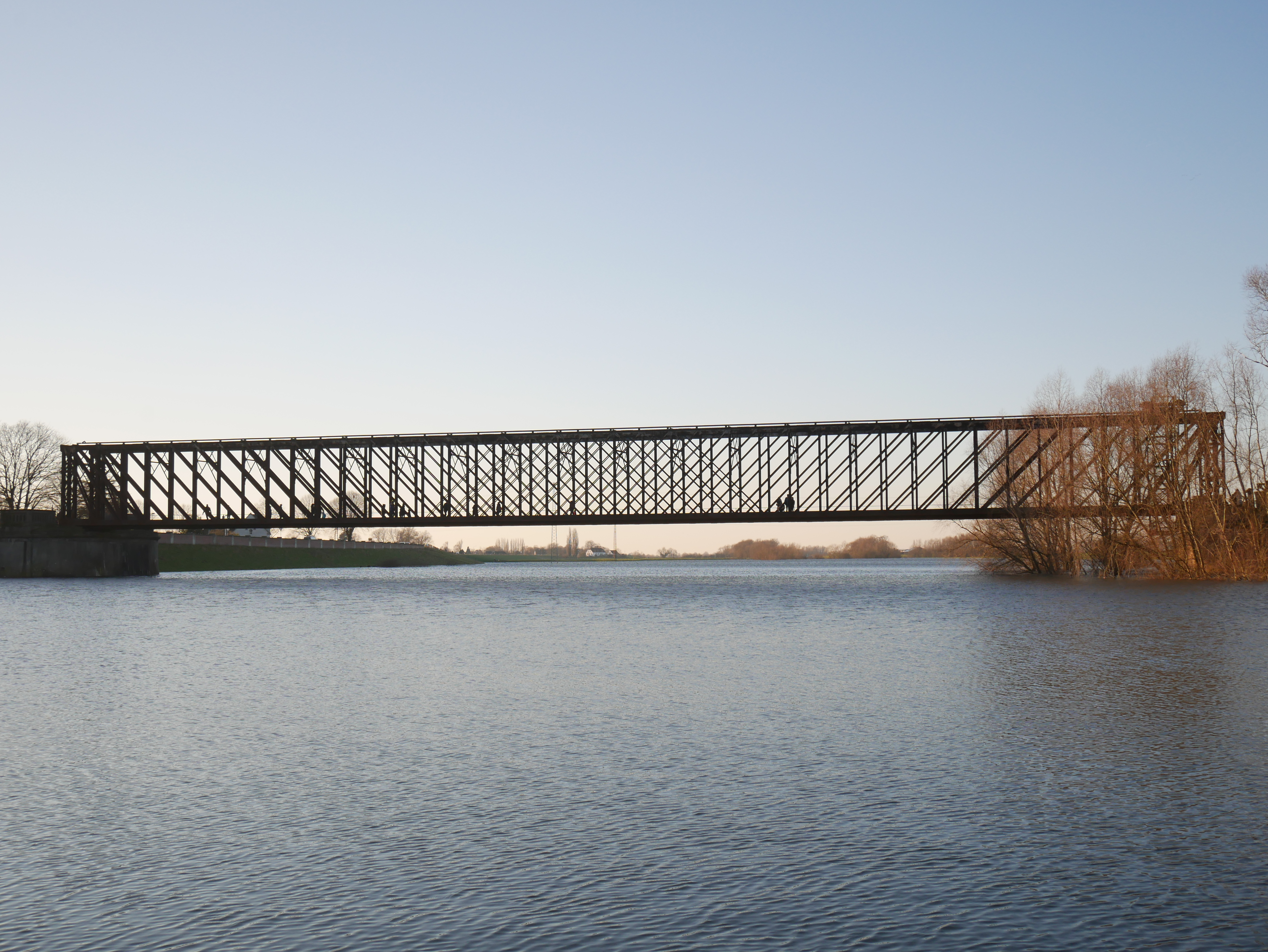
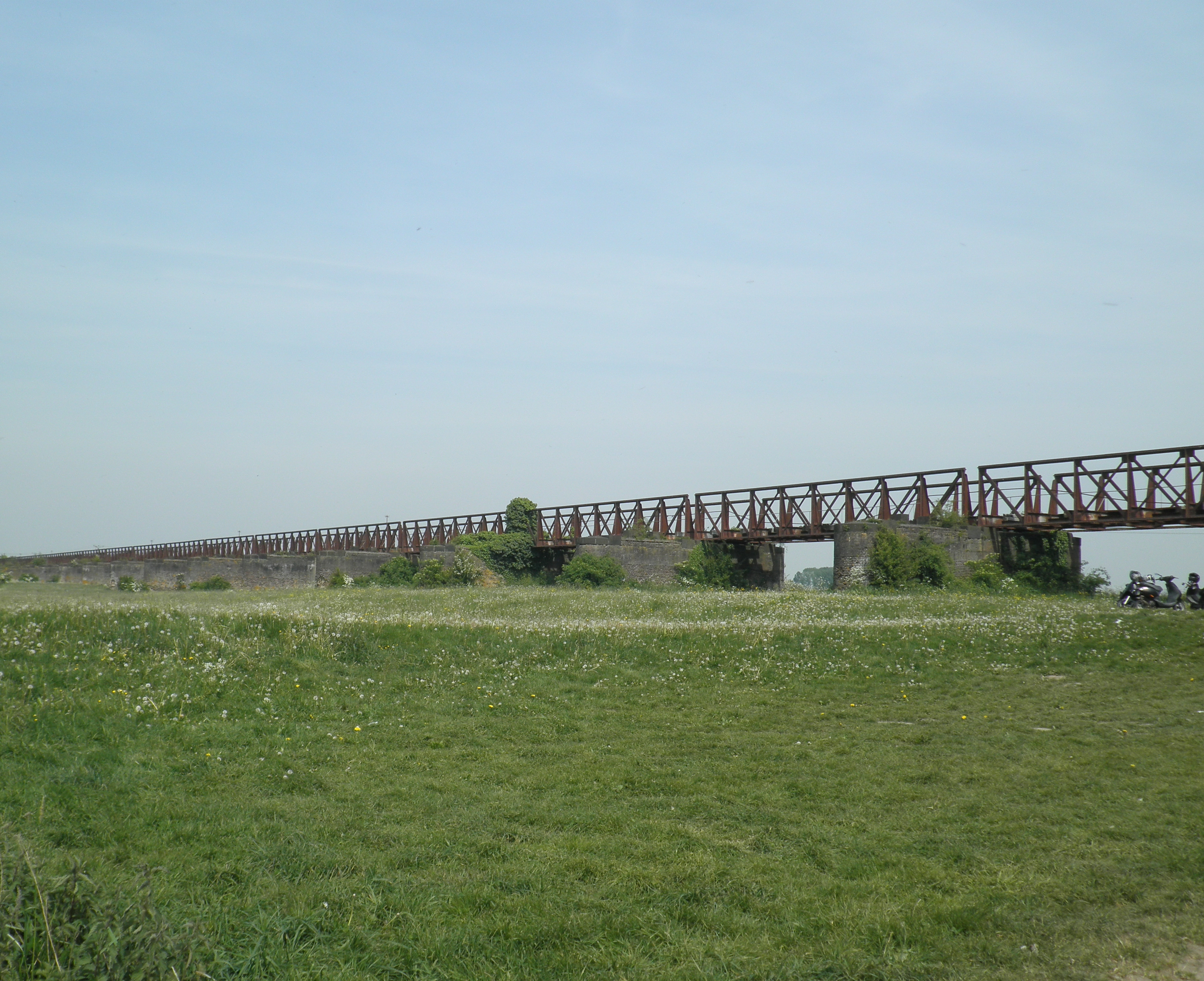
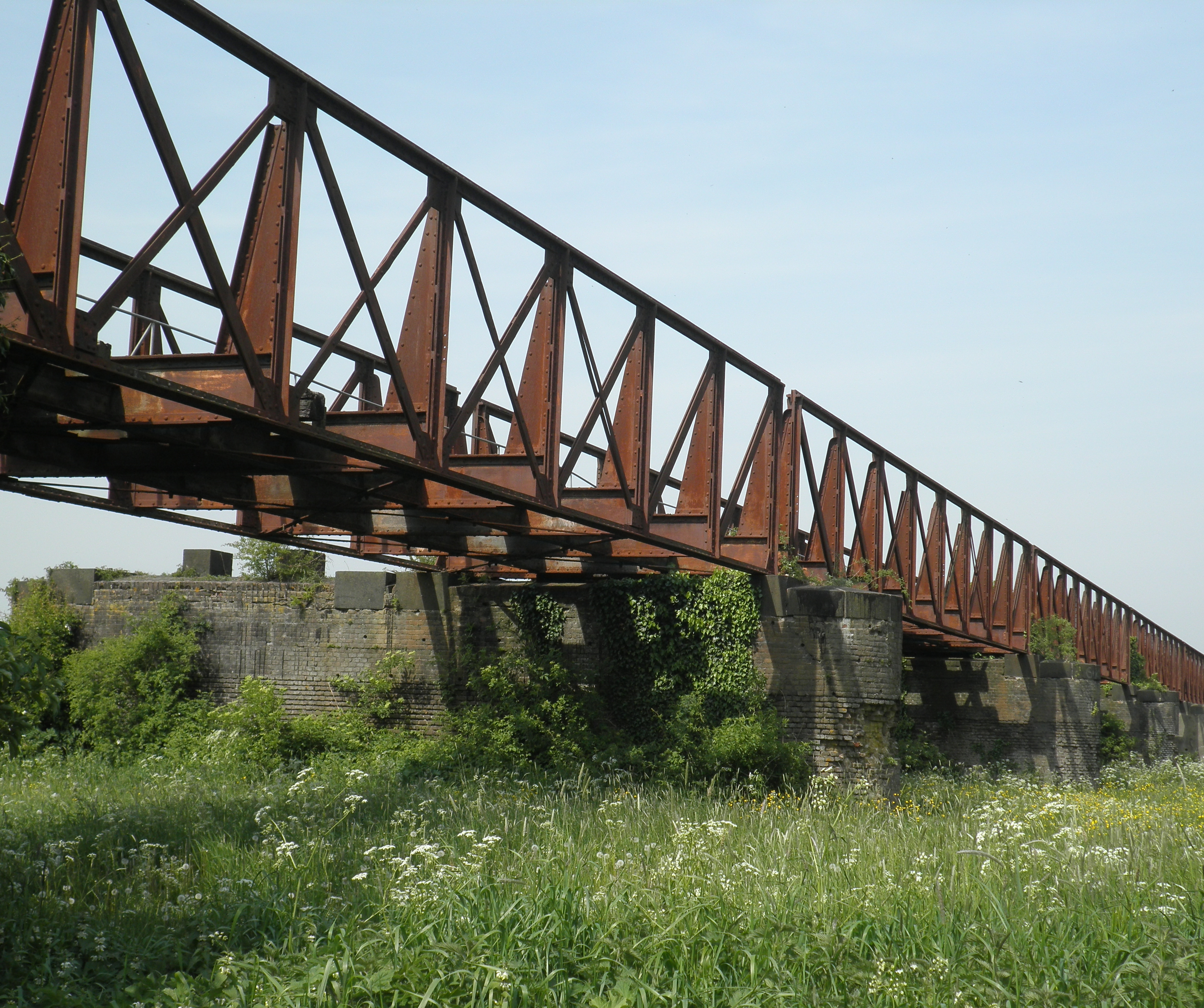
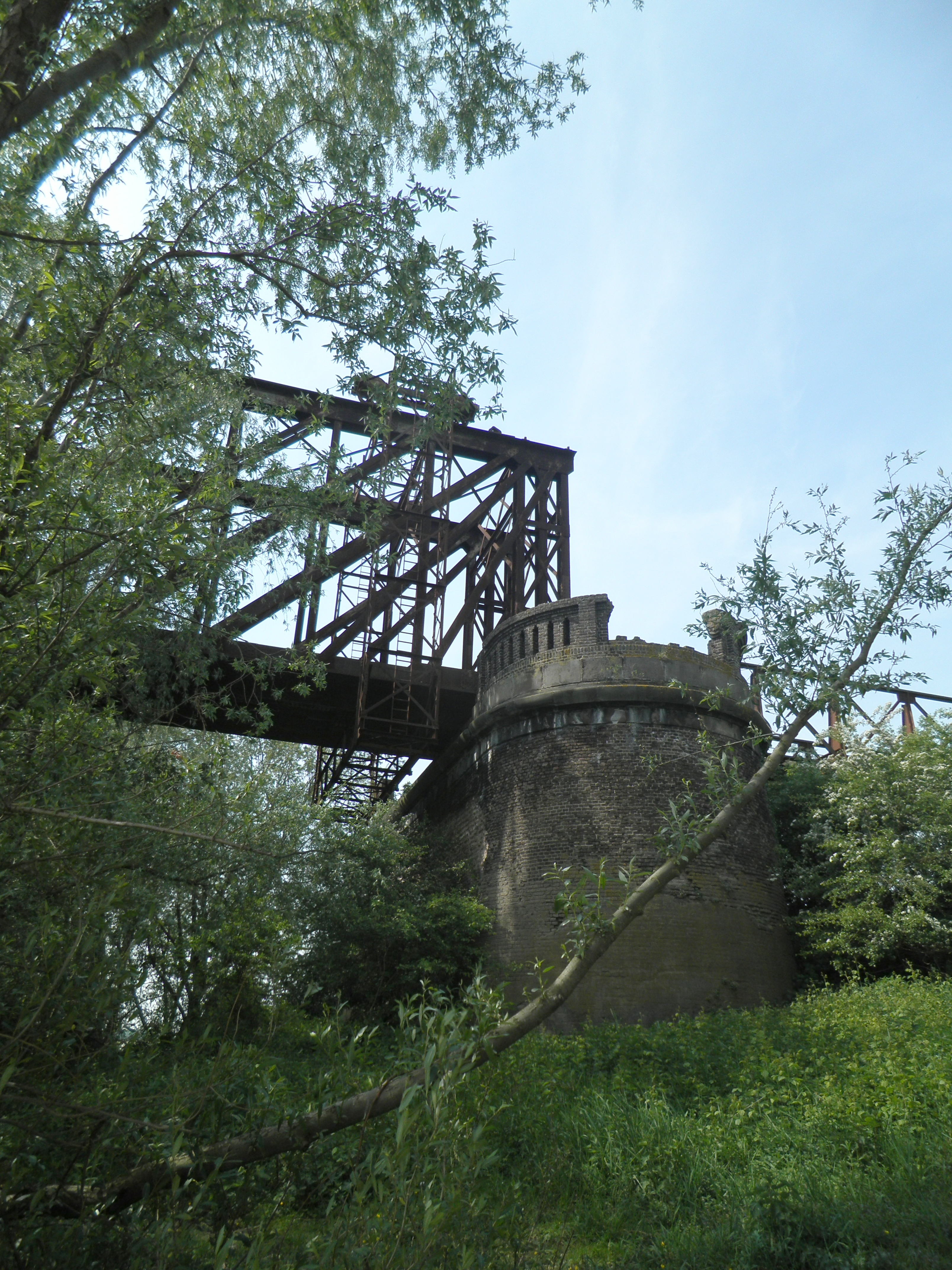